# کولا، آنگولا
کولا (به انگلیسی: Quela) شهری در استان مالانژه واقع در کشور آنگولا است که در سال ۲۰۰۹ میلادی ۳٬۵۴۳ نفر جمعیت داشته است.